# Caterina Ferioli
Caterina Ferioli (Bologna, 21 dicembre 2003) è un'attrice italiana.

## Biografia
Nasce a Bologna, dove ha vissuto sino al termine delle scuole superiori per poi trasferirsi a Milano, dove si iscrive a un corso di industria creativa allo IULM e inizia a lavorare come modella.
Appassionatasi al teatro grazie a un professore di Italiano del Liceo, mentre lavora come modella prova senza successo a sostenere alcuni provini, e decide quindi di trasferirsi a Roma per iscriversi a un corso di recitazione alla scuola del Teatro Colli. Nel 2023 viene scelta come protagonista femminile del film Fabbricante di lacrime che esce l’anno successivo su Netflix e diventa un successo internazionale.
Dopo il film, riprende a studiare recitazione, e nel 2025 viene scelta per il ruolo di Antonia nella serie televisiva Belcanto. Nel 2025 reciterà anche nella serie TV della Rai Come un Padre, ispirata alla vera storia di don Antonio Loffredo. Al Festival di Sanremo 2025 ha curato i collegamenti dal balconcino durante il PrimaFestival.

## Filmografia

### Cinema
- Fabbricante di lacrime, regia di Alessandro Genovesi (2024)

### Televisione
- Belcanto – serie TV (2025)

## Video musicali
- Cattiva, Naska
- Lei, Neima Ezza